# Le Pont de la folie
Le Pont de la folie est un roman de Armand Lanoux paru en 1946 aux éditions Colbert.

## Résumé
L’action se situe sur les bords de la Marne à Chelles  au temps des guinguettes.
Dans un environnement envoûtant et malfaisant se déroule une cascade de disparitions imprévues et d'étranges personnages.

## Éditions
- Colbert 1946